# Neven Mimica
Neven Mimica (Split, 12. listopada 1953.), hrvatski ekonomist i političar, te bivši europski povjerenik za međunarodnu suradnju i razvoja, slijedom čega je bio član Europske komisije.
Diplomirao 1976. godine na Ekonomskom fakultetu u Zagrebu, smjer vanjska trgovina; na tom je fakultetu 1987. godine magistrirao (mr.sc.) s radom na temu "Elementi izvozne strategije u Hrvatskoj. 1999. godine mu je odobren rad na doktoratu na istom fakultetu, opet u tematici vanjske trgovine.
Nakon okončanja diplomskog studija ekonomije, zapošljava se u vanjskotrgovačkom poduzeću ASTRA - Zagreb (1977. – 1978.), odakle odlazi na službeničko mjesto u Republičkom komitetu za odnose s inozemstvo SR Hrvatske (1978. – 1983.). Na dužnosničku razinu ("pomoćnik predsjednika Republičkog komiteta") u istom Republičkom komitetu dolazi 1983. godine, odakle 1987. godine odlazi na mjesto gospodarskog savjetnika u Ambasadi SFRJ u Ankari. Od 1987. – 1991. godine radi na istovrsnim poslovima u Ambasadi SFRJ u Kairu.
U vrijeme osamostaljenja Hrvatske, postaje 1991. godine pomoćnik ministra trgovine za sektor vanjske trgovine, a na poslovima gospodarske diplomacije nastavlja od 1993. do 1996. godine raditi u Veleposlanstvu RH u - iz jugoslavenskog mu vremena poznatom -  Kairu. Od 1996. do 1997. godine opet je na istovrsnim poslovima u Veleposlanstvu RH u Ankari, odakle se vraća u Zagreb, gdje je od 1997. do 2000. godine pomoćnik ministra gospodarstva u Upravi međunarodnih gospodarskih odnosa.
Od 2001. do 2003. bio je ministar za europske integracije u Račanovoj koalicijskoj Vladi, nakon što je od 2000. do 2001. bio - istodobno obnašavši funkciju zamjenik ministra gospodarstva - glavni pregovarač Republike Hrvatske za pregovore o Sporazumu o stabilizaciji i pridruživanju s Europskom unijom. 
Zastupnik u Hrvatskom saboru je od prosinca 2003. godine; s obzirom na to da njegova stranka - SDP - nije nakon tih parlamentarnih izbora ušla u vladu, ostaje profesionalno angažiran kao saborski zastupnik, te predsjednik saborskog Odbora za europske integracije. Na mjesto saborskog zastupnika reizabran je 2008. godine. Taj Šesti saziv Hrvatskog sabora izabrao ga je za potpredsjednika Hrvatskog sabora iz redova oporbe.
Bio je glavni pregovarač hrvatske Vlade za prijam RH u Svjetsku trgovinsku organizaciju (WTO), za sklapanje ugovora o slobodnoj trgovini sa zemljama članicama CEFTA-e. Svjetske trgovinske organizacije (WTO). Od 2010. godine bio je angažiran kao predavač na Veleučilištu VERN
U vladi Zorana Milanovića vršidužnost potpredsjednika vlade za unutarnju, vanjsku i europsku politiku, od kraja 2011.  pa do 1. srpnja 2013. kad je izabran za povjerenika EU za zdravlje i zaštitu potrošača.
Član je užeg vodstva SDP-a.

## Vanjske poveznice
- Vlada RH: Mr.sc. Neven Mimica  Arhivirana inačica izvorne stranice od 28. prosinca 2011. (Wayback Machine)
- Hrvatski Sabor: Neven Mimica  Arhivirana inačica izvorne stranice od 27. prosinca 2013. (Wayback Machine)
- SDP: Naši ljudi - Neven Mimica  Arhivirana inačica izvorne stranice od 27. prosinca 2013. (Wayback Machine)
- Stranice Povjerenika Nevena Mimice kod Euoropske komisije
- [http://www.vern.hr/mr.-sc.-neven-mimica-predaje-europsku-uniju-u-medunarodnim-odnosima

Veleučilište VERN: Mr.sc. Neven Mimica predaje Eurupsku uniju u međunarodnim odnosima, 4.7.2010.]  Arhivirana inačica izvorne stranice od 5. ožujka 2016. (Wayback Machine)